# Notre-Dame-du-Bon-Conseil (village)
Pour les articles homonymes, voir Notre-Dame-du-Bon-Conseil.
Notre-Dame-du-Bon-Conseil est une municipalité de village dans  Drummond, au Centre-du-Québec, au Québec (Canada).

## Toponymie
Le nom de la municipalité provient d'une apparition mariale dans la ville de Genazzano en 1467. 
Dans leur album de 2008, La Ligne orange, Mes aïeux lui dédie une chanson qui porte le nom du village.

## Histoire
L'histoire de la municipalité de Notre-Dame-du-Bon-Conseil est étroitement liée à celles des hameaux précurseurs qu'étaient Carmel, Blake et Mitchell. Ceux-ci connurent la prospérité dans la seconde moitié du XIXe siècle, grâce aux moulins à scie, à une briqueterie et au chemin de fer. Pourtant, dès la fin du siècle dernier, ils étaient déjà sur le déclin. L'érection canonique le 21 octobre 1895 et civile le 7 février 1896 de Notre-Dame-du-Bon-Conseil, de même que l'inauguration de la première église en 1897 sonnent le glas de ces trois cantons originaux qui sont alors incorporés dans celle-ci. Le 15 janvier 1898, la municipalité Paroisse est créée.
Les premiers colons à s'installer sur le site de ce qui allait devenir la paroisse de Notre-Dame-du-Bon-Conseil arrivèrent en 1879. Ce nouveau noyau se développa rapidement grâce à l'agriculture, l'industrie du bois et l'exploitation des gravières, fort nombreuses dans la région.
Avec l'avènement du XXe siècle, Notre-Dame-du-Bon-Conseil a vu s'installer l'électricité, l'éclairage des rues, le téléphone et ses premières industries issues des principales ressources de la région. Celles-ci contribuèrent à l'arrivée de nouveaux résidents venus travailler chez Sintra (Modern Paving and Construction Ltd.), Agropur (1954) et d'autres entreprises comme Nutribec (meunerie Camirand), Béton St-Pierre et Piercon Ltée.
Du caractère, les gens de Bon-Conseil en avaient à revendre, car le village connut quelques catastrophes. En effet, le 11 juillet 1908, un incendie détruisit en l'espace de 35 minutes, Notre-Dame-du-Bon-Conseil de même que Mitchell et Carmel. Ces derniers ne s'en relèvent pas et ne sont plus aujourd'hui, que des noms du passé. De son côté, la paroisse de Notre-Dame-du-Bon-Conseil se reconstruit et la nouvelle église est prête à recevoir les paroissiens dès 1910. Les débâcles du printemps n'épargnent pas le village, puisque pas moins de 5 ponts furent emportés par les glaces. Mais que l'on se rassure, l'avant-dernier pont a été solidement ancré pendant plus de 35 ans avant qu'on le remplace par un neuf en 2008.
L'histoire moderne de la municipalité de Notre-Dame-du-Bon-Conseil commence avec l'incorporation municipale du village en 1957. Peu de temps après, soit en 1960, l'aqueduc et l'égout sont installés. De son histoire, Notre-Dame-du-Bon-Conseil conserve quelques bâtiments, dont la maison ancestrale des Lambert et l'église construite en 1910.

## Géographie

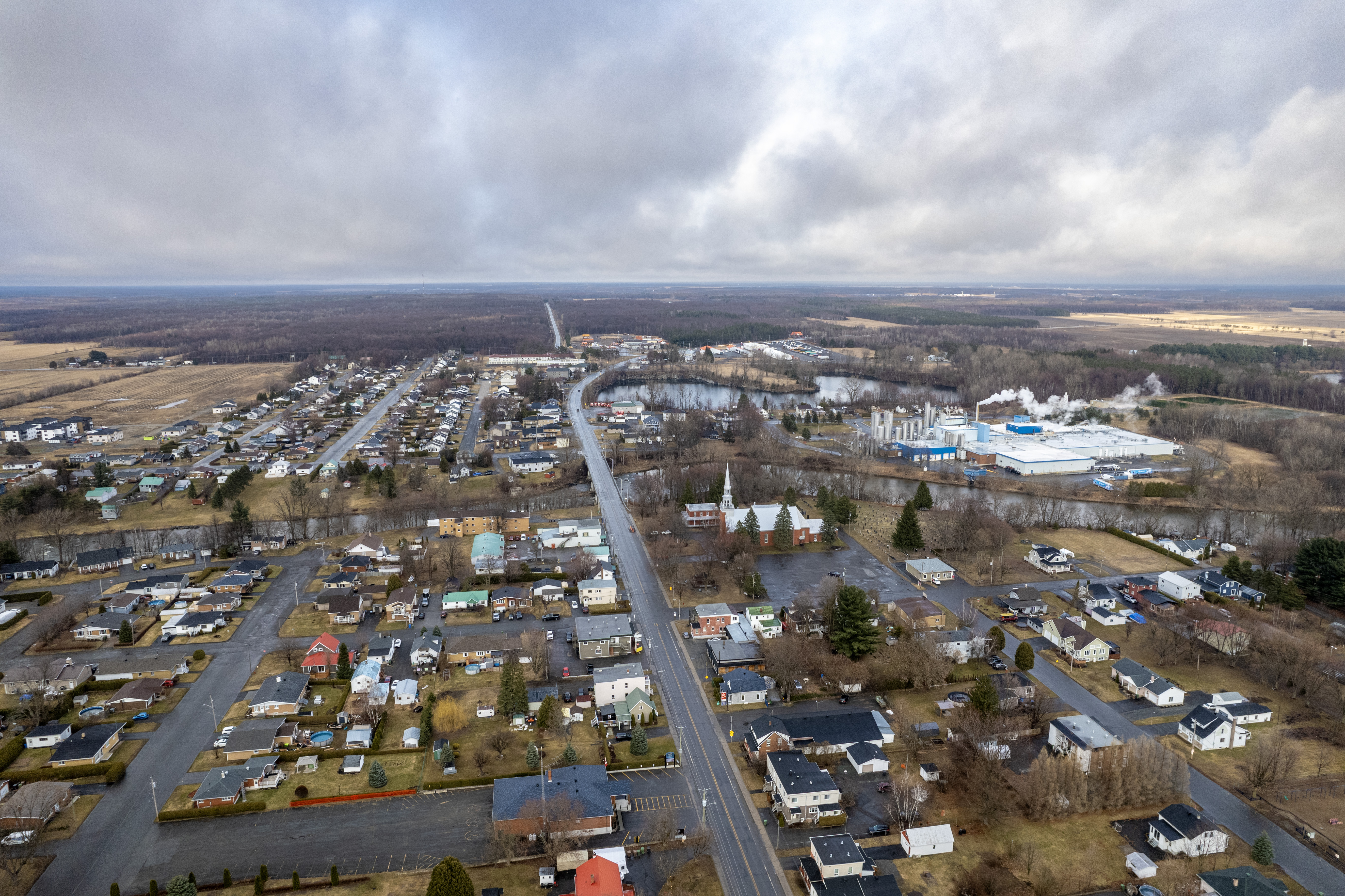
Vue aérienne du village.

Le centre est établi sur les rives de la rivière Nicolet Sud-Ouest qui la traverse du sud-est vers le nord-ouest où cette dernière en délimite le territoire. Identifiée comme l'un des pôles de la municipalité régionale du comté de Drummond, Bon-Conseil est située au carrefour des principaux centres de la région (Drummondville, Trois-Rivières, Victoriaville) et jouit d'un réseau routier élaboré à l'intersection de la route 122 et 259 et à proximité de l'autoroute 20. D'une superficie de 4,4 km2, elle est enclavée dans la municipalité de paroisse de Notre-Dame-du-Bon-Conseil dont elle s'est détachée en 1957. Notre-Dame-du-Bon-Conseil permet à ses résidents de rejoindre près de 80 % de la population du Québec en un peu plus de 60 minutes[réf. souhaitée].
On peut y accéder en empruntant la sortie 196 de l'autoroute 20. Elle est également desservie par la route 122, qui relie Drummondville à Victoriaville.

## Démographie
| 1996  | 2001  | 2006  | 2011  | 2016  | 2021  |
| ----- | ----- | ----- | ----- | ----- | ----- |
| 1 343 | 1 453 | 1 426 | 1 404 | 1 557 | 1 708 |

## Administration
Les élections municipales se font en bloc pour le maire et les six conseillers.
| Notre-Dame-du-Bon-Conseil (village) Maires depuis 2003                                                               |                     |         |          |
| Élection | Maire               | Qualité | Résultat |
| 2003 | Marcel Bergeron     |         | Voir     |
| 2005 | Yvon Lampron        |         | Voir     |
| 2009 | Yvon Lampron        | Voir    |          |
| 2013 | Marcel Bergeron (2) |         | Voir     |
| 2017 | Sylvain Jutras      |         | Voir     |
| 2021 | Sylvain Jutras      | Voir    |          |
| Élection partielle en italique Depuis 2005, les élections sont simultanées dans toutes les municipalités québécoises |                     |         |          |

## Économie

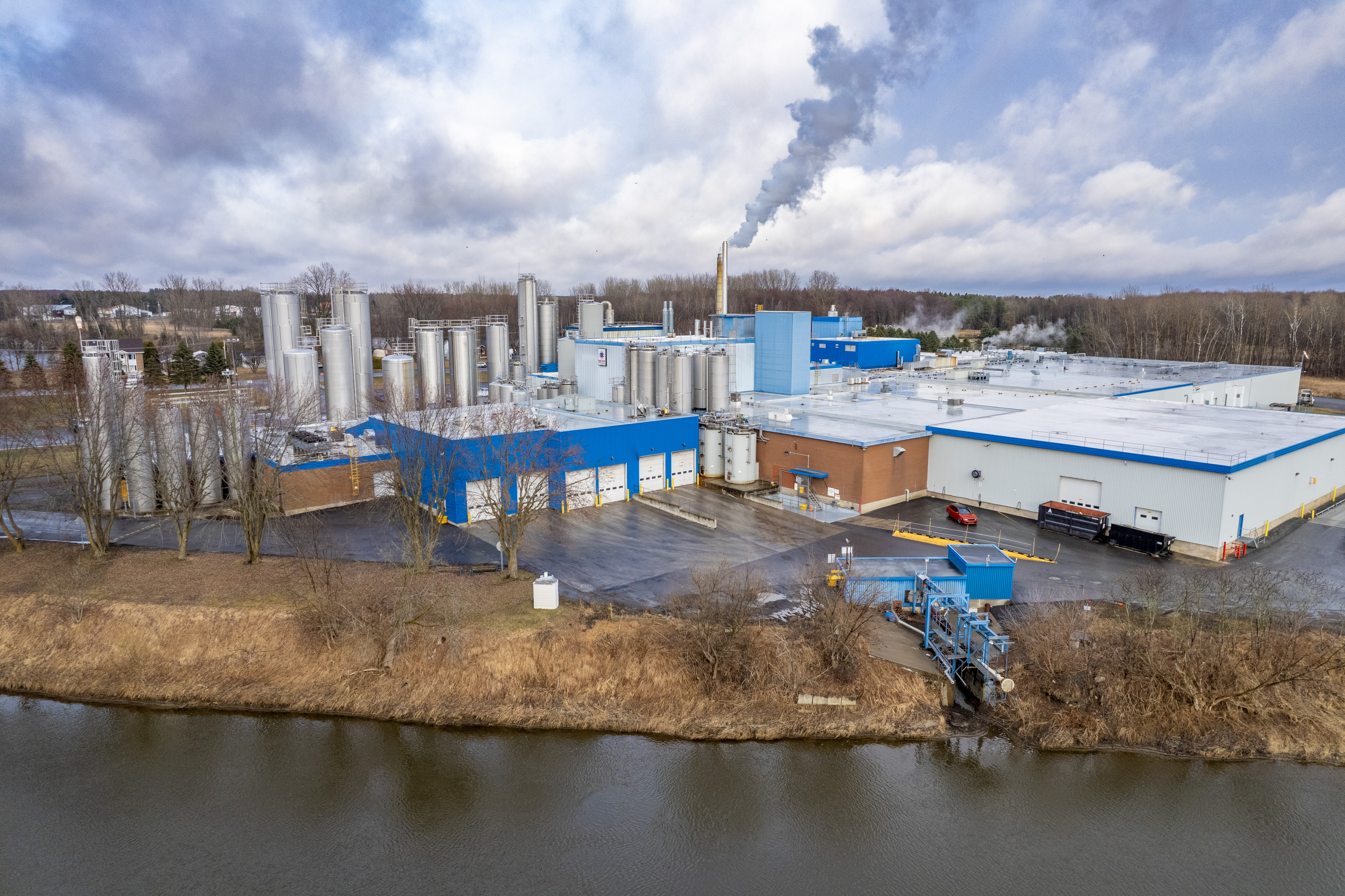
Une usine d'Agropur à Notre-Dame-du-Bon-Conseil.

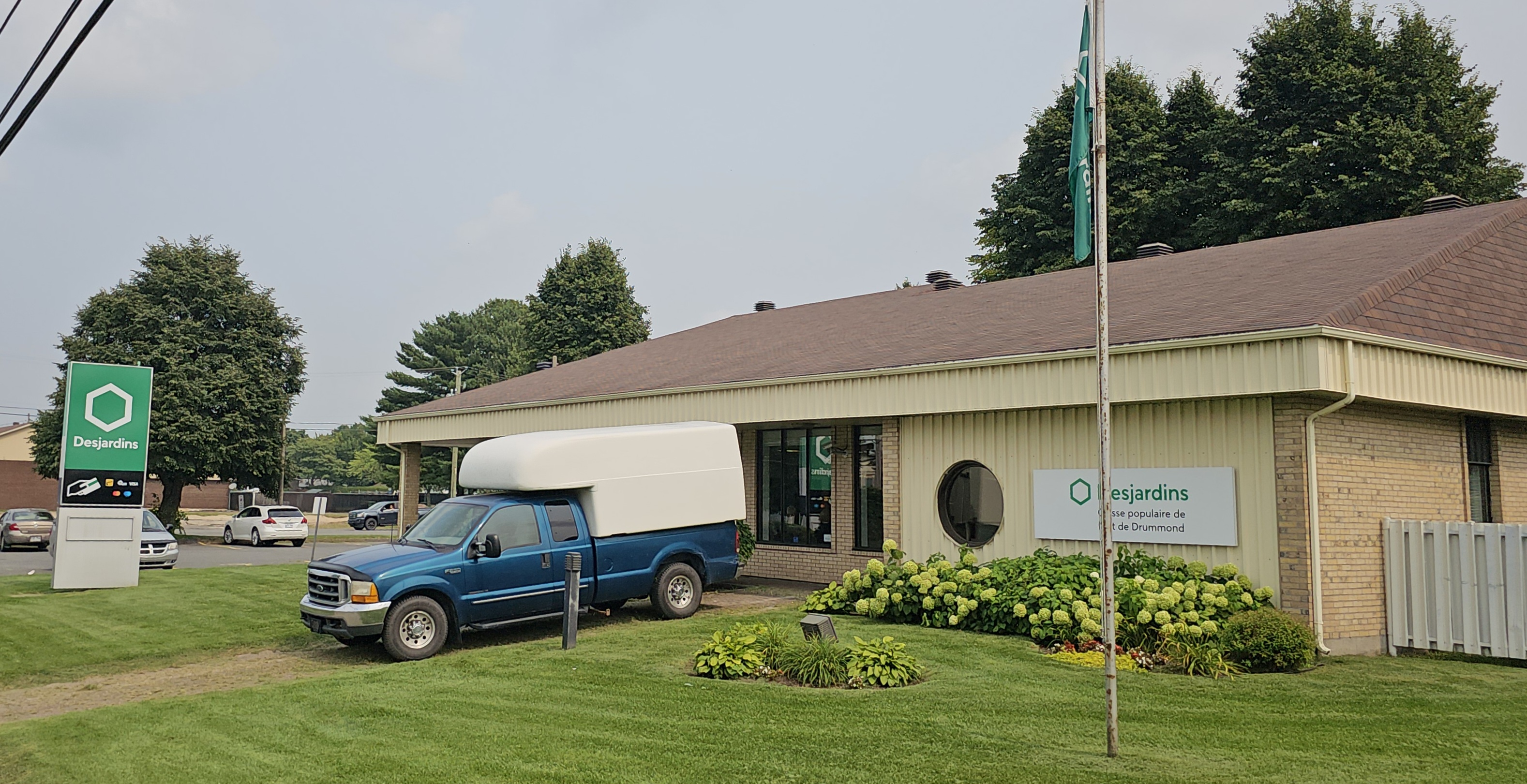
Une succursale de Desjardins à Notre-Dame-du-Bon-Conseil.

L'harmonisation des activités agricoles et urbaines a généré un cadre de vie exceptionnel à tout point de vue. L'exploitation des ressources naturelles de la terre a mis en place une structure économique solide. L'implantation d'une industrie agro-alimentaire des plus importantes en Amérique du Nord témoigne sans contredit du leadership des gens du milieu. Les retombées et effets structurants ainsi engendrés ont permis de développer un pôle régional en services et commerces desservant les environs et favorisant l'emploi local.
Plus de 2 000 habitants forment une communauté dynamique, riche d'un passé mouvementé où l'esprit de collaboration et de fierté animent toujours les Bonconseillois.
Commerçants, gens d'affaires, industriels et jeunes ménages recherchent tous aujourd'hui un milieu de travail et de vie à la fois stimulant et agréable. Conscients de l'importance de l'environnement dans nos activités de tous les jours, les gens les plus avisés s'établissent à Notre-Dame-du-Bon-Conseil. Et maintenant, grâce à la « COOP Service Jeunesse Bon-Conseil », les jeunes de moins de 18 ans peuvent s'initier au monde du travail rémunéré.
Les richesses naturelles de la région ne soutiennent pas seulement les activités économiques, elles valorisent des espaces vitaux et favorisent la pratique d'activités de plein air et de récréation.

## Services offerts
C'est avec une fierté immense que la municipalité de Notre-Dame-du-Bon-Conseil offre aux villageois les luxes suivants :
- déneigement des rues et des trottoirs
- collecte des résidus domestiques tous les vendredis (aux deux semaines du 15 novembre au 15 avril) ;
- collecte des gros rebuts deux fois l'an ;
- collecte des matières recyclables aux deux semaines, les vendredis ;
- service d'aqueduc et d'égout ;
- station d'épuration des eaux usées ;
- service incendie en commun ;
- sûreté du Québec ;
- brigadière scolaire ;
- services récréatifs et communautaires ;
- journal municipal Le Villa-Joie de Bon-Conseil ;
- Office Municipal d'Habitation.

Il est à noter que ces services sont offerts en échange d'une participation active à l'un des clubs ou associations énoncées plus bas. Consultez le  site officiel de la municipalité.

## Associations bonconseilloises renommées
- A.F.E.A.S.
- Association des pompiers
- Bibliothèque municipale
- Carnaval Bon-Conseil
- Centre communautaire Bon-Conseil
- Carrefour Jeunesse Emploi
- Centre Jeunesse Multi-services
- "Le Trait d'Union"
- Chevaliers de Colomb (7753)
- Chorale de l’église
- Club de Croquet
- Club de l'Âge d'Or
- Club de soccer juvénile Bon-Conseil
- Club Optimiste Bon-Conseil
- Comité d'accueil des nouveaux arrivants
- Comité de bienfaisance
- Comité de l'Emploi et de Développement Bon-Conseil
- Comité d'urbanisme
- Commission des loisirs
- Conseil de la Fabrique
- Conseil d'établissement
- Ensemble Vocal Bon-Conseil
- Mouvement des Cursillos
- OMH
- Popote roulante
- Service incendie en commun
- Service Jeunesse Bon-Conseil (COOP)

## Légendes rurales
De la même manière que les légendes urbaines, plusieurs villages et communautés rurales ont conservé, forts d'une tradition orale populaire, des contes et des légendes que l'on nomme communément des légendes rurales. Par exemple, le bonhomme sept-heures, déformation analphabétiste de l'anglais « Bone setter » (littéralement, « Ramencheur »), effrayait jadis les enfants qui ne rentraient pas avant le coucher du Soleil. Si cette légende est universelle pour tout Québécois, les variantes et finalités de l'utilisation de ce monstre imaginaire dépend des régions et des villages. Pour Notre-Dame-du-Bon-Conseil, le Bonhomme Sept-Heures était responsable de maints aspects de leur vie. Au début du XXe siècle, les agriculteurs le croyaient responsable des catastrophes naturelles. Ainsi l'ont ils appris à leurs dépens, lors de la première catastrophe de 1908, alors qu'un incendie rasa le village. À la suite de ce grave incident, les habitants rebâtîrent leurs maisons en sacrifiant chacun la plus forte bête de leur troupeau et en peinturant les cheminées du sang de celle-ci. Une autre mesure fut prise par les plus prudents : ils rajoutaient les lignes « Et que les yeux ignobles du Bonhommes Sept-Heures caressent d'autres foyers de ses tempêtes, Car si ici nous prions, Plus loin ils pêchent. Amen. » à leur bénédicté. Tous les bâtiments furent ainsi épargnés, sauf les ponts ; cinq d'entre eux furent emportés par les glaces du printemps. Néanmoins, le dernier pont tient en place depuis 35 ans, car le curé du village vient tous les soirs, à minuit, lancer dans la rivière le sang d'un animal domestique pour calmer les ardeurs du Bonhomme Sept-Heures.
Plusieurs autres légendes sont connues et populaires chez les Bonconseillois. Pour plus d'informations, consultez le  site officiel de la municipalité.